# On the Floor
On the Floor is een single van Jennifer Lopez en Pitbull dat geproduceerd is door RedOne. Het nummer verscheen op het zevende studioalbum van Lopez, Love?. Het was de tweede maal dat de twee samenwerkten, in 2009 maakten ze reeds samen de promotiesingle Fresh Out the Oven, en in 2012 maakten de zangeres en de rapper de hit Dance again. Het nummer bevat een sample van 'Lambada' van de band Kaoma.

## Hitnoteringen

### Nederlandse Top 40
| Positie: | 30 | 23 | 15 | 13 | 8 | 7 | 7 | 7 | 7 | 8 | 11 | 12 | 15 | 19 | 23 | 31 | 36 | uit |

### NederlandseSingle Top 100
| Hitnotering: 05-03-2011 t/m 10-09-2011 | Hitnotering: 05-03-2011 t/m 10-09-2011 | Hitnotering: 05-03-2011 t/m 10-09-2011 | Hitnotering: 05-03-2011 t/m 10-09-2011 | Hitnotering: 05-03-2011 t/m 10-09-2011 | Hitnotering: 05-03-2011 t/m 10-09-2011 | Hitnotering: 05-03-2011 t/m 10-09-2011 | Hitnotering: 05-03-2011 t/m 10-09-2011 | Hitnotering: 05-03-2011 t/m 10-09-2011 | Hitnotering: 05-03-2011 t/m 10-09-2011 | Hitnotering: 05-03-2011 t/m 10-09-2011 | Hitnotering: 05-03-2011 t/m 10-09-2011 | Hitnotering: 05-03-2011 t/m 10-09-2011 | Hitnotering: 05-03-2011 t/m 10-09-2011 | Hitnotering: 05-03-2011 t/m 10-09-2011 | Hitnotering: 05-03-2011 t/m 10-09-2011 |
| Week:                                  | 1                                      | 2                                      | 3                                      | 4                                      | 5                                      | 6                                      | 7                                      | 8                                      | 9                                      | 10                                     | 11                                     | 12                                     | 13                                     | 14                                     | 15                                     |
| -------------------------------------- | -------------------------------------- | -------------------------------------- | -------------------------------------- | -------------------------------------- | -------------------------------------- | -------------------------------------- | -------------------------------------- | -------------------------------------- | -------------------------------------- | -------------------------------------- | -------------------------------------- | -------------------------------------- | -------------------------------------- | -------------------------------------- | -------------------------------------- |
| Positie:                               | 50                                     | 14                                     | 4                                      | 5                                      | 5                                      | 5                                      | 6                                      | 4                                      | 7                                      | 6                                      | 5                                      | 5                                      | 8                                      | 15                                     | 17                                     |
| Week:                                  | 16                                     | 17                                     | 18                                     | 19                                     | 20                                     | 21                                     | 22                                     | 23                                     | 24                                     | 25                                     | 26                                     | 27                                     | 28                                     |                                        |                                        |
| Positie:                               | 17                                     | 24                                     | 18                                     | 18                                     | 22                                     | 27                                     | 49                                     | 52                                     | 63                                     | 60                                     | 62                                     | 74                                     | 78                                     | uit                                    |                                        |

### VlaamseUltratop 50
| Hitnotering: 05-03-2011 t/m 06-08-2011 | Hitnotering: 05-03-2011 t/m 06-08-2011 | Hitnotering: 05-03-2011 t/m 06-08-2011 | Hitnotering: 05-03-2011 t/m 06-08-2011 | Hitnotering: 05-03-2011 t/m 06-08-2011 | Hitnotering: 05-03-2011 t/m 06-08-2011 | Hitnotering: 05-03-2011 t/m 06-08-2011 | Hitnotering: 05-03-2011 t/m 06-08-2011 | Hitnotering: 05-03-2011 t/m 06-08-2011 | Hitnotering: 05-03-2011 t/m 06-08-2011 | Hitnotering: 05-03-2011 t/m 06-08-2011 | Hitnotering: 05-03-2011 t/m 06-08-2011 | Hitnotering: 05-03-2011 t/m 06-08-2011 |
| Week:                                  | 1                                      | 2                                      | 3                                      | 4                                      | 5                                      | 6                                      | 7                                      | 8                                      | 9                                      | 10                                     | 11                                     | 12                                     |
| -------------------------------------- | -------------------------------------- | -------------------------------------- | -------------------------------------- | -------------------------------------- | -------------------------------------- | -------------------------------------- | -------------------------------------- | -------------------------------------- | -------------------------------------- | -------------------------------------- | -------------------------------------- | -------------------------------------- |
| Positie:                               | 1                                      | 1                                      | 1                                      | 1                                      | 3                                      | 4                                      | 4                                      | 6                                      | 8                                      | 8                                      | 9                                      | 13                                     |
| Week:                                  | 13                                     | 14                                     | 15                                     | 16                                     | 17                                     | 18                                     | 19                                     | 20                                     | 21                                     | 22                                     | 23                                     |                                        |
| Positie:                               | 14                                     | 13                                     | 14                                     | 22                                     | 16                                     | 23                                     | 34                                     | 42                                     | 41                                     | 46                                     | 44                                     | uit                                    |